# Sumpit
Sumpit o sumpitan è il termine utilizzato per indicare delle cerbottane, solitamente con punte di lancia di ferro, utilizzate per la caccia e la guerra nelle isole delle Filippine, del Borneo e del Sulawesi. Erano anche conosciuti come zarbatana dagli spagnoli (variante in spagnolo antico di cerbatana, "lancia").